# Naviculaceae
Famille
Synonymes
- Amphiraphiaceae Chen et Zhu, 1983[1]
- Vibro Nardo, 1847 Supprimé le 14/09/2021

Les Naviculaceae sont une famille d'algues de l'embranchement des Bacillariophyta (Diatomées), de la classe des Bacillariophyceae et de l’ordre des Naviculales.

## Étymologie
Le nom de la famille vient du genre type Navicula, issu du latin navicula (de navis, navire, barque, et -ula, petite), « petit bateau », en référence à la forme de cette diatomée.

## Liste des genres
Selon AlgaeBase (10 mai 2022) :
- Altana Kulikovskiy, Lange-Bertalot & Metzeltin, 2012
- Alveovallum Lange-Bertalot & Krammer, 2000
- Amphiraphia J.-Y.Chen & H.-Z.Zhu, 1983
- Austariella Witkowski, Lange-Bertalot & Metzeltin, 2000
- Berkella R.Ross & P.A.Sims, 1978
- Caloneis Cleve, 1894
- Candollella Gaillon, 1833
- Capartogramma Kufferath, 1956
- Cocconema Ehrenberg, 1832
- Corbellia Maidana & Round, 1999
- Cymatoneis Cleve, 1894
- Genkalia Kulikovskiy, Lange-Bertalot & Metzeltin, 2012
- Germainiella Lange-Bertalot & Metzeltin, 2005
- Gyrosigma Hassall, 1845
- Haslea Simonsen, 1974
- Hippodonta Lange-Bertalot, Witkowski & Metzeltin, 1996
- Homoeocladia C.Agardh, 1827
- Horstia J.Sieminska & B.Kwiecinska, 2002
- Irkutia Pomazkina, Rodionova & Sherbakova, 2019
- Khursevichia Kulikovskiy, Lange-Bertalot & Metzeltin, 2012
- Kobayasia Lange-Bertalot, 1996
- Krsticiella Z.Levkov, 2007
- Kulikovskiyia S.Roy, Kociolek, Liu & B.Karthick, 2019
- Lecohuia Lange-Bertalot, 2000
- Luticolopsis Levkov, Metzeltin & A.Pavlov, 2013
- Mastoneis Cleve, 1894
- Melonavicula Christian, 1886
- Membraneis Paddock, 1988
- Microcostatus J.R.Johansen & J.C.Sray, 1998
- Navicula Bory, 1822 genre type
- Naviculadicta Lange-Bertalot, 1994
- Naviculopsis Nikolajev, 1966
- Navigiolum Lange-Bertalot, Cavacini, Tagliaventi & Alfinito, 2003
- Paleohorstia S.Blanco & C.E.Wetzel, 2016
- Paleopandorus S.Komura, 1996
- Pinnunavis H.Okuno, 1975
- Polygonaria Rodionova, Pomazkina & Sherbalova, 2019
- Porosularia Skvortsov, 1976
- Pseudogomphonema Medlin, 1986
- Pseudonavicula G.Karsten, 1899
- Pulchella Krammer, 2000
- Pulchellophycus Edlund & M.J.Wynne, 2019
- Raphidivergens T.G.Chin & Z.Cheng, 1992
- Rhoikoneis Grunow, 1863
- Rouxiopsis S.Komura, 1996
- Sabbea Van de Vijver, J.Bishop & Kopalová, 2019
- Scalptrum Corda, 1835
- Seminavis D.G.Mann, 1990
- Stauronella Mereschkowsky, 1901
- Stauroptera Ehrenberg, 1843
- Tetragramma Ehrenberg, 1843
- Trachyneis P.T.Cleve, 1894

Selon GBIF (1er mai 2021) :
- Adlafia G.Moser, H.Lange-Bertalot & D.Metzeltin, 1998
- Altana M.S.Kulikovskiy, H.Lange-Bertalot & D.Metzeltin, 2012
- Alveovallum H.Lange-Bertalot & K.Krammer, 2000
- Amicula A.Witkowski, H.Lange-Bertalot & D.Metzeltin, 2000
- Amphiraphia J.-Y.Chen & H.-Z.Zhu, 1983
- Amphora
- Anomoeoneis Pitzer
- Astartiella A.Witkowski, H.Lange-Bertalot & D.Metzeltin, 1998
- Austariella A.Witkowski, H.Lange-Bertalot & D.Metzeltin, 2000
- Baikalia L.N.Bukhtiyarova & G.V.Pomazkina, 2013
- Berkella R.Ross & P.A.Sims, 1978
- Buryatia M.S.Kulikovskiy, H.Lange-Bertalot & D.Metzeltin, 2012
- Caloneis P.T.Cleve, 1894
- Candollella
- Capartogramma H.Kufferath, 1956
- Chamaepinnularia H.Lange-Bertalot & K.Krammer, 1996
- Cocconeiopsis A.Witkowski, H.Lange-Bertalot & D.Metzeltin, 2000
- Cocconema C.G.Ehrenberg, 1832
- Corbellia N.I.Maidana & F.E.Round, 1999
- Craspedostauros Cox
- Craspedostauros E.J.Cox, 1999
- Cymatoneis P.T.Cleve, 1894
- Diademoides K.-D.Kemp & T.B.B.Paddock, 1990
- Dictyoneis
- Envekadea Van de Vijver, Gligora, Hinz, Kralj & Cocquyt, 2009
- Eolimna H.Lange-Bertalot & W.Schiller, 1997
- Fistulifera H.Lange-Bertalot, 1997
- Fogedia A.Witkowski, H.Lange-Bertalot, D.Metzeltin & G.Bafana, 1997
- Geissleria H.Lange-Bertalot & D.Metzeltin, 1996
- Genkalia M.S.Kulikovskiy, H.Lange-Bertalot & D.Metzeltin, 2012
- Germainiella H.Lange-Bertalot & D.Metzeltin, 2005
- Haslea R.Simonsen, 1974
- Hippodonta H.Lange-Bertalot, A.Witkowski & D.Metzeltin, 1996
- Kobayasia Lange-Bert.
- Kobayasiella H.Lange-Bertalot, 1999
- Krasskella R.Ross & P.A.Sims, 1978
- Krsticiella Levkov, 2007
- Kulikovskiyia S.Roy, Kociolek, Liu & B.Karthick, 2019
- Kurpiszia A.Witkowski, H.Lange-Bertalot & D.Metzeltin, 2000
- Lacunicula H.Lange-Bertalot, P.Cavacini, N.Tagliaventi & S.Alfinito, 2003
- Lecohuia H.Lange-Bertalot, 2000
- Luticolopsis Levkov, Metzeltin & Pavlov, 2013-01
- Lyrella
- Mastogloia
- Mastoneis P.T.Cleve, 1894
- Mayamaea H.Lange-Bertalot, 1997
- Melonavicula T.Christian, 1886
- Membraneis T.B.B.Paddock, 1988
- Meuniera P.C.Silva, 1996
- Michelcostea Van de Vijver, Lange-Bertalot, C.E.Wetzel & Ector, 2017
- Microcostatus J.R.Johansen & J.C.Sray, 1998
- Microfissurata Lange-Bertalot, Cantonati & Van de Vijver, 2009
- Microscostatus Johansen & Sray, 1998-01
- Muelleria (J.Frenguelli) J.Frenguelli, 1945
- Navicula Bory
- Navicula J.B.M.Bory de Saint-Vincent, 1822
- Naviculadicta H.Lange-Bertalot, 1994
- Navigeia L.N.Bukhtiyarova, 2013
- Navigiolum H.Lange-Bertalot, P.Cavacini, N.Tagliaventi & S.Alfinito, 2003
- Neidiopsis H.Lange-Bertalot & D.Metzeltin, 1999
- Ninastrelnikovia H.Lange-Bertalot & A.Fuhrmann, 2014
- Nupela W.Vyverman & P.Compère, 1991
- Paleohorstia S.Blanco & C.E.Wetzel, 2016
- Petroneis
- Pinnunavis H.Okuno, 1975
- Placogeia L.N.Bukhtiyarova, 2013
- Plumosigma T.Nemoto, 1956
- Prestauroneis K.Bruder & L.K.Medlin, 2008
- Psammothidium
- Pseudoamphiprora (P.T.Cleve) P.T.Cleve, 1894
- Pseudogomphonema L.K.Medlin, 1986
- Pseudonavicula G.Karsten, 1899
- Pulchella K.Krammer, 2000
- Pulchellophycus Edlund & M.J.Wynne, 2019
- Raphidivergens Chin & Cheng, 1992
- Rhoikoneis A.Grunow, 1863
- Sabbea Van de Vijver, Bishop & Kopalová, 2019
- Seminavis D.G.Mann, 1990
- Slavia L.N.Bukhtiyarova & G.V.Pomazkina, 2013
- Stauroptera C.G.Ehrenberg, 1843
- Steuroneis
- Trachyneis P.T.Cleve, 1894
- Tropidoneis
- Undatella
- Veigaludwigia H.Lange-Bertalot & U.Rumich, 2007
- Vibrio O.F.Müller, 1773 nomen dubium

Selon World Register of Marine Species (1er mai 2021) :
- Adlafia G. Moser, H. Lange-Bertalot & D. Metzeltin, 1998
- Altana M.S.Kulikovskiy, H.Lange-Bertalot & D.Metzeltin, 2012
- Alveovallum H. Lange-Bertalot & K. Krammer in K. Krammer, 2000
- Amicula A. Witkowski, H. Lange-Bertalot & D. Metzeltin, 2000
- Astartiella A. Witkowski, H. Lange-Bertalot & D. Metzeltin in G. Moser & al., 1998
- Austariella A. Witkowski, H. Lange-Bertalot & D. Metzeltin, 2000
- Baikalia L.N.Bukhtiyarova & G.V.Pomazkina, 2013
- Berkella R. Ross & P.A. Sims, 1978
- Buryatia M.S.Kulikovskiy, H.Lange-Bertalot & D.Metzeltin, 2012
- Caloneis P.T. Cleve, 1894
- Capartogramma H. Kufferath, 1956
- Chamaepinnularia H. Lange-Bertalot & K. Krammer in H. Lange-Bertalot & D. Metzeltin, 1996
- Cocconema C.G. Ehrenberg, 1832
- Craspedostauros E.J. Cox, 1999
- Cymatoneis P.T. Cleve, 1894
- Diademoides K.-D. Kemp & T.B.B. Paddock, 1990
- Envekadea Van de Vijver, Gligora, Hinz, Kralj & Cocquyt in Gligora & al., 2009
- Eolimna H. Lange-Bertalot & W. Schiller in W. Schiller & H. Lange-Bertalot, 1997
- Fistulifera H. Lange-Bertalot, 1997
- Geissleria H. Lange-Bertalot & D. Metzeltin, 1996
- Genkalia M.S.Kulikovskiy, H.Lange-Bertalot & D.Metzeltin, 2012
- Germainiella H. Lange-Bertalot & D. Metzeltin in Metzeltin, Lange-Bertalot & García-Rodríguez, 2005
- Haslea R. Simonsen, 1974
- Hippodonta H. Lange-Bertalot, A. Witkowski & D. Metzeltin, 1996
- Kobayasiella H. Lange-Bertalot, 1999
- Krasskella R. Ross & P.A. Sims, 1978
- Krsticiella Levkov in Levkov & al., 2007
- Kulikovskiyia S.Roy, Kociolek, Liu & B.Karthick, 2019
- Kurpiszia A. Witkowski, H. Lange-Bertalot & D. Metzeltin, 2000
- Lacunicula Lange-Bertalot, H., Cavacini, P., Tagliaventi, N. & Alfinito, S., 2003
- Lecohuia H. Lange-Bertalot in U. Rumrich, H. Lange-Bertalot & M. Rumrich, 2000
- Mastoneis P.T. Cleve, 1894
- Mayamaea H. Lange-Bertalot, 1997
- Melonavicula T. Christian, 1886
- Membraneis T.B.B. Paddock, 1988
- Meuniera P.C. Silva in G.R. Hasle & E.E. Syvertsen, 1996
- Michelcostea Van de Vijver, Lange-Bertalot, C.E.Wetzel & Ector, 2017
- Microcostatus J.R. Johansen & J.C. Sray, 1998
- Microfissurata Lange-Bertalot, Cantonati & Van de Vijver, 2009
- Muelleria (J. Frenguelli) J. Frenguelli, 1945
- Navicula J.B.M. Bory de Saint-Vincent, 1822
- Naviculadicta H. Lange-Bertalot in H. Lange Bertalot & G. Moser, 1994
- Navigeia L.N.Bukhtiyarova, 2013
- Navigiolum Lange-Bertalot, H., Cavacini, P., Tagliaventi, N. & Alfinito, S., 2003
- Neidiopsis H. Lange-Bertalot & D. Metzeltin in H. Lange-Bertalot & S.I. Genkal, 1999
- Nupela W. Vyverman & P. Compère, 1991
- Pinnunavis H. Okuno, 1975
- Placogeia L.N.Bukhtiyarova, 2013
- Prestauroneis K. Bruder & L.K. Medlin, 2008
- Pseudogomphonema L.K. Medlin in L.K. Medlin & F.E. Round, 1986
- Pseudonavicula G. Karsten, 1899
- Pulchella K. Krammer, 2000
- Pulchellophycus Edlund & M.J.Wynne, 2019
- Raphidivergens Chin & Cheng, 1992
- Rhoikoneis A. Grunow, 1863
- Sabbea Van de Vijver, Bishop & Kopalová in Bishop & al., 2019
- Scoliolyra C.P. Chen, Y.H. Gao, Z. Wang & J.W. Zhang in Zhang & al., 2020
- Seminavis D.G. Mann in F.E. Round, R.M. Crawford & D.G. Mann, 1990
- Slavia L.N.Bukhtiyarova & G.V.Pomazkina, 2013
- Stauroptera C.G. Ehrenberg, 1843
- Trachyneis P.T. Cleve, 1894
- Veigaludwigia H. Lange-Bertalot & U. Rumich in D. Metzeltin & H. Lange-Bertalot, 2007

## Systématique
Le nom scientifique complet (avec auteur) de ce taxon est Naviculaceae Kütz. 1844,.
La famille des Naviculaceae a pour synonymes :
- Amphiraphiaceae Chen et Zhu, 1983
- Vibro Nardo, 1847